# Sven Hansson i Svartbyn
Sven Villiam Hansson, född 6 januari 1898 i Överkalix församling, Norrbottens län, död 3 februari 1965 i Överkalix nedre kyrkobokföringsdistrikt, Norrbottens län, var en svensk hemmansägare och politiker.
Hansson var riksdagsledamot för socialdemokraterna 1939–1944 i första kammaren, invald i Västerbottens läns och Norrbottens läns valkrets.